# Antiaritmica
Antiaritmica of antiaritmische middelen zijn geneesmiddelen die voornamelijk worden gebruikt bij de behandeling van hartritmestoornissen (aritmieën), hoewel bij de meeste ritmestoornissen geen behandeling nodig is. Medicijnen kunnen worden toegepast bij aanvallen van aritmie of worden ingenomen om ritmestoornissen te voorkomen en onder controle te houden.
Er bestaan verschillende typen antiaritmica. De keuze voor een bepaald type hangt af van de soort aritmie, de reactie van de patiënt op het middel en van het al dan niet aanwezig zijn van andere aandoeningen.

## Typen antiaritmica
Afhankelijk van de manier waarop ze werken, worden antiaritmica in verschillende klassen ingedeeld. Tot de klasse-1-antiaritmica, ook membraanstabilisatoren genoemd, behoort bijvoorbeeld lidocaïne. Klasse-2-antiaritmica zijn bètablokkers zoals atenolol. Deze werken door bepaalde celeiwitten (receptoren) te blokkeren. Klasse-3-antiaritmica zijn middelen die de kaliumkanalen op de celmembraan blokkeren, zoals amiodaron. Klasse-4-antiaritmica, waaronder verapamil, blokkeren andere kanalen op de celmembraan, namelijk de calciumkanalen.

## Werking
Antiaritmica veranderen de geleiding van elektrische signalen in het hart. De soort wijziging is afhankelijk van het type antiaritmicum. Sommige middelen, zoals bètablokkers, blokkeren de overbrenging van signalen naar het hart. Andere, zoals adenosine, werken op de geleiding van signalen binnen het hart en weer andere, zoals calciumantagonisten, beïnvloeden de reactie van de hartspier op de signalen.